# 超人強度
- キン肉マン > 超人強度
- キン肉マンII世 > 超人強度

超人強度（ちょうじんきょうど）は、ゆでたまごの漫画『キン肉マン』およびその続編『キン肉マンII世』に登場する架空の人種「超人」の強さを表す数値。超人パワーとも。
単位は「パワー」で、「100万パワー」「95万パワー」のように「○○パワー」と表記される。

## 解説
超人強度の存在が明らかになったのは、「7人の悪魔超人編」のウォーズマン対バッファローマンの試合において。ウォーズマンはアイドル超人たちの中では一番高い100万パワーを備えていたが、対するバッファローマンは実にその10倍ある1000万パワーの持ち主で、7人の悪魔超人のリーダー格であるバッファローマンの規格外の強さを表現するのに使用された。
次シリーズの「黄金のマスク編」以降は、超人強度は時々登場するものの、超人同士の強さを比較するのには使われることは少なく、超人強度を分け与えることで他の超人を蘇らせるなど、ストーリーを盛り上げるための設定として利用された。「黄金のマスク編」では超人の硬さを示す「超人硬度」も登場し、超人強度と同様に強さを表す数値として使用された。数値は次第にエスカレートしていき、最終シリーズ「キン肉星王位争奪編」では1億パワーの超人が登場するが、キン肉マンやロビンマスクなど100万パワー未満の超人たちと闘って敗れており、殊更に超人強度が強調されることもなかった。
最初に本編で設定された超人強度については、作者によればウォーズマンの100万パワーを基準にしたものであるという。本編に数値が登場しないキャラクターの超人強度は、ほとんどが後年になって付けられた設定である。ゲーム作品で数値が設定され、後に公式で採用されたケースも存在する。
続編である『キン肉マンII世』においては、前作の反省から超人強度の設定は抑え目になっており、「復活超人オリンピック ザ・レザレクション編」までに登場する新世代超人の超人強度は、150万パワー（ボーン・コールド）が最高値となっている。次シリーズの「悪魔の種子編」においては、悪魔の種子（デーモン・シード）たちが900万パワー前後、終盤の強敵であるボルトマンが1200万パワーと、1000万パワーを超える超人も登場した。
超人強度はその超人の強さを表すとされているが、具体的にどのように評価されるのかは明らかになっていない。また、物語後半ともなると前述したように超人強度に大差があってもしばしば数値の低い方が勝つため、強さの指標としては形骸化している。
超人強度のアイディアは『キン肉マン』の2代目編集担当である松井栄元によるものであり、強さの数値化は『鉄腕アトム』や、それに登場するプルートゥからのイメージ。超人強度が10万や20万のようにキリのいい数字ではなく97万パワーのように細かく刻まれているのに関して、ゆでたまごは「子供はマニアックだから、キリのいい数字よりも細かい数字を覚えようとするため」、松井は「ゆでたまごの2人が関西人だから。お釣りの出る数字なんですよ」と語っている。

## 超人強度にまつわる設定・事象
その場限りの設定も多々あるので、総括はせず時系列順に列挙するに留める。

### 『キン肉マン』
- 「7人の悪魔超人編」では、地球で活躍する超人の超人強度は100万パワーが最高とされていた[1]。
  - テリーマンらアイドル超人は並の正義超人より超人強度が高く（最低のウルフマンで80万パワー）、「黄金のマスク編」冒頭のパワーの減少による疲労が大きかった[5]。
- アニメ『キン肉マン』で初めて超人強度が登場した際は、キン肉マンによって「あくまでパワーであって、本当の強さはこれに技がミックスされたもの」だと解説されている。
- ウォーズマンがスクリュー・ドライバーを放つ際、ベアークロー（手に装着する爪）を両手に装着し、2倍の高さのジャンプから3倍の回転を加えて出すことにより、100万パワー × 2 × 2 × 3 = 1200万パワー相当の力を一時的に出すことができた[6]。
- キン肉バスター返しをするには、当初技を仕掛けた超人の約10倍の超人強度が必要とされていたが[7]、後に95万パワーのテリーマンが「容易に逆さにすることができる」として1000万パワーのアシュラマンの阿修羅バスターを返そうとしている[8]。
  - 『キン肉マンII世』においても、138万パワーのスカーフェイスが93万パワーのキン肉万太郎のキン肉バスターを返していた[9]。
- バッファローマンは元は100万パワーの超人だったが、悪魔と契約し超人ひとりを倒すごとに1万パワーを得て1000万パワーとなった[10]。
  - 作中では1000人の超人を倒したと語られるが、アニメでは900人を倒し900万パワーを得たとされていた[11]。
- キン肉マンが「超人パワーの低い超人の方が、走ることにかけては有利」と発言[12]。
- 悪魔超人時代のバッファローマンは、0パワーから1000万パワーの範囲で超人強度を自由に上げ下げできた[13]。パワーを落とすと非常に素早く動け、0パワーまで落とすと姿が見えなくなる[14]。
- 超人同士であればパワーを他人に与えることができ、十分な超人強度を与えれば死者も蘇る。人間はこれを受け取れない[15]。劇中では主に胸に手を入れるようにして球体状のパワーを取り出して、投擲することが多い。
  - 「7人の悪魔超人編」終盤にて、バッファローマンが自分に残された300万パワーで命を落としたロビンマスク（96万パワー）、ウォーズマン（100万パワー）、ウルフマン（80万パワー）を蘇らせているが、特に超人強度の差による増減については不明。アニメでは300万パワーという言及はない。
  - 「黄金のマスク編」では、ウルフマンが、スニゲーターに超人強度を奪われ死亡したキン肉マンに超人パワーを分け与えているが、こちらに関しても数値についての言及はない。
- 超人強度を測定する機器が存在し、「黄金のマスク編」では超人が中に入るタイプの大型のものが超人一斉健康診断で使用されていた。このタイプは5万パワーごとに20個のランプが1つずつ点灯する。この機械の最高値は100万パワー[5]。
  - 「キン肉星王位争奪編」の回想シーンでは、野球のスピードガンに似た形の超人パワーガンを知性の神が使用していた。こちらは5000万パワーまで計測可能だが、キン肉マンの火事場のクソ力を計測中に限界を振り切って壊れた[16]。同じく「キン肉星王位争奪編」では、邪悪大神殿に超人強度の計測器が設置されていた。
  - 「完璧超人始祖編」に登場するターボメンは体内に備えたアースユニットにより相手の超人強度を吸収することができ、その吸収可能最大値は自身の超人強度である4000万パワーの2倍の8000万パワー。それと同時に相手の超人強度を計測することもできる。
  - 「オメガ・ケンタウリの六鎗客編」では、オメガの民が使用するゲート型およびハンディ型の超人強度測定器が登場している。
- キン肉マンはザ・ニンジャの順逆自在の術に対し「最低500万パワーが必要」と発言しているが[17]、後に設定されたザ・ニンジャの超人強度は360万パワー。ブロッケンJr.（90万パワー）、キン肉アタル（108万パワー）も順逆自在の術を使用している。
- 超人強度は一度備われば上がりも下がりもしないとされている。キン肉マンの「火事場のクソ力」はこの例外で、ピンチに陥ったときに限り数十倍のパワーを発揮できるうえにその数値は戦いのたびに成長しており、ザ・マシンガンズ対ヘル・ミッショネルズの決着時には本来の95万パワーを含めて合計7000万パワーにも達していた[18]。
- 超人の神々はそれぞれ1億パワーを持っており、キン肉マンスーパー・フェニックスなど神が乗り移った超人たちも同様に1億パワーを備えている[19]。下界の超人に1億もの超人強度を植え付けるというのはとてつもないエネルギーを消費する行為だとされる[20]。また、神の超人強度である1億パワーは森羅万象の最高値であり、一般の超人には決して到達不可能な数値とされていた[21]。しかし、刻の神がその法則を覆し1億パワーを備えた超人である五大刻を生み出している。五大刻の1人ファナティックは自分たちを超人ではなく、新機軸の超人「現人神」と表現している[22]。
- ミキサー大帝の胴体を構成する「超人パワー分離器」は、超人のパワーをその身体から分離できる。キン肉マンの「火事場のクソ力」もこれによってパワーを分離されたことがある[23]。
- 返し技は相手のパワーを上回って初めて可能と解説され、1000万パワーのアシュラマンの技を返したサタンクロスの超人強度は、倍の2000万パワーは優にあると推測されている[24]。
- 完璧超人のパワーは一般超人の20倍はある[25]。
- サイコマンが発見した「マグネット・パワー」は地球そのものが持つ超人パワーのようなもので、このパワーを抽出・精製して超人が持つ生命のパワーに融合させることで何倍にも増強させることができる[26]。また、サイコマンはマグネット・パワーの研究の末に超人墓場建設の拠点となる超人パワー人工生成装置「禁断の石臼（モルティエ・デ・ピレ）」を完成させている[27]。
- 完璧超人始祖に地球を追われ、オメガ・ケンタウルス星団に流れついたオメガの民は長い歴史の果てに特殊な進化を遂げており、地球に住んでいた頃とは比較にならない何千万パワーという巨大な超人強度を身につけている[28]。一族最高値はオメガマン・ディクシアの8600万パワーであり、兄であるオメガマン・アリステラはオメガの民として異常に低い95万パワーだったが、アリステラは対戦相手の強さに合わせて超人強度を成長させていける能力を備えていたことで500万パワーに急成長し、さらにオメガ屈指の強者や弟ディクシアとの闘いを経て8600万パワーもの超人強度を得るに至った[29]。
- 超人の神々は1万パワーを犠牲にすることで下天し受肉する。そのため、神々が下天した姿である超神の超人強度は一律9999万パワーとなっている[30]。
- 宇宙全体に存在するエネルギーの総量は決まっており、その中で超人の占めるパワーの割合が増大しているが、代わりになんらかのパワーが犠牲となって削り取られている。一例としてオメガの民は特に超人強度の面で高い成熟を果たしているが、その影響で彼らの住む星が天変地異に見舞われることになった[31]。
- 超人は基本的に自身の肉体のみを鍛え、強化していくことでしか強くなれないが、その努力はより高い超人強度を持つ次世代となって引き継がれることがザ・マンにより語られている[32]。
- キン肉マンは火事場のクソ力により本来不変であるはずの超人強度を増強させていると思われていたが、実は増強ではなく友情により周りから超人パワーを借用しており、パワーを効率的に循環させ、必要なところのみに集中させる画期的な方法であるとザ・マンは語っている[32]。また、キン肉マンの周りの超人たちも同じような闘い方を身につけ始めているという[32]。

### 『キン肉マンII世』
- 同じ格闘能力、技術、戦略を持つ超人同士の闘いでは、超人強度の上回る方が絶対的に有利とされる。
- 悪魔超人の正規軍の最低ラインは500万パワー[33]、究極のパワーは1000万パワーだと語られる[34]。また、悪魔将軍の1500万パワーを絶大なパワーと呼ぶシーンがある[35]。
- 『キン肉マンII世』の時代では超人の大型化が進み1000万パワー超の超人は珍しくないとされている[36]が、実際に劇中で試合をしている1000万パワーを超える新世代超人は、1200万パワーのボルトマンのみ。

### 『THE超人様』
- 超人強度測定器メーカーの最高顧問であり、超人強度という概念の発案者である「N氏」が登場しており、ラジオ番組において超人強度について「正直よくわからない」と告白している[37]。
- 悪魔超人の超人強度は、魔界をも作り出す悪魔の技術で測定されている[37]。

## 主な超人の超人強度
設定されているうち最大の超人強度は、超人の神々の1億パワー。最小の超人強度は、カニベースの2パワー。これらを除いて基本的には1万パワー単位で表される。
以下は、作中で特に意味を持った超人強度を列挙する。
- 93万パワー - キン肉万太郎
- 95万パワー - キン肉マン、キン肉マンスーパー・フェニックス（フェニックスマン）、オメガマン・アリステラ（幼少期）
- 100万パワー - ウォーズマン
- 117万パワー - ケビンマスク
- 132万パワー - レゴックス
- 700万パワー - ザ・コンステレーション
- 1000万パワー - バッファローマン、アシュラマン、グリムリパー
- 1200万パワー - ウォーズマン（二刀流ベアー・クローにより）
- 1500万パワー - 悪魔将軍、ケンダマン
- 5000万パワー - ネプチューン・キング
- 5200万パワー - プリズマン
- 6800万パワー - ネメシス
- 7000万パワー - 火事場のクソ力を発揮したキン肉マン（夢の超人タッグ編終盤時）
- 8000万パワー - パイレートマン
- 8600万パワー - オメガマン・アリステラ、オメガマン・ディクシア
- 9999万パワー - ザ・マン、超神
- 1億パワー - 超人の神々、運命の5王子（キン肉マンスーパー・フェニックスなど）、ウォーズマン（スーパーユウジョウモード）、五大刻

個々の超人の超人強度については、キン肉マンの登場人物およびキン肉マンII世の登場人物を参照。